# Ribeirão Canoas
Ribeirão Canoas é um rio brasileiro na divisa do estado de São Paulo com Minas Gerais.